# Mercedes-Benz W 25

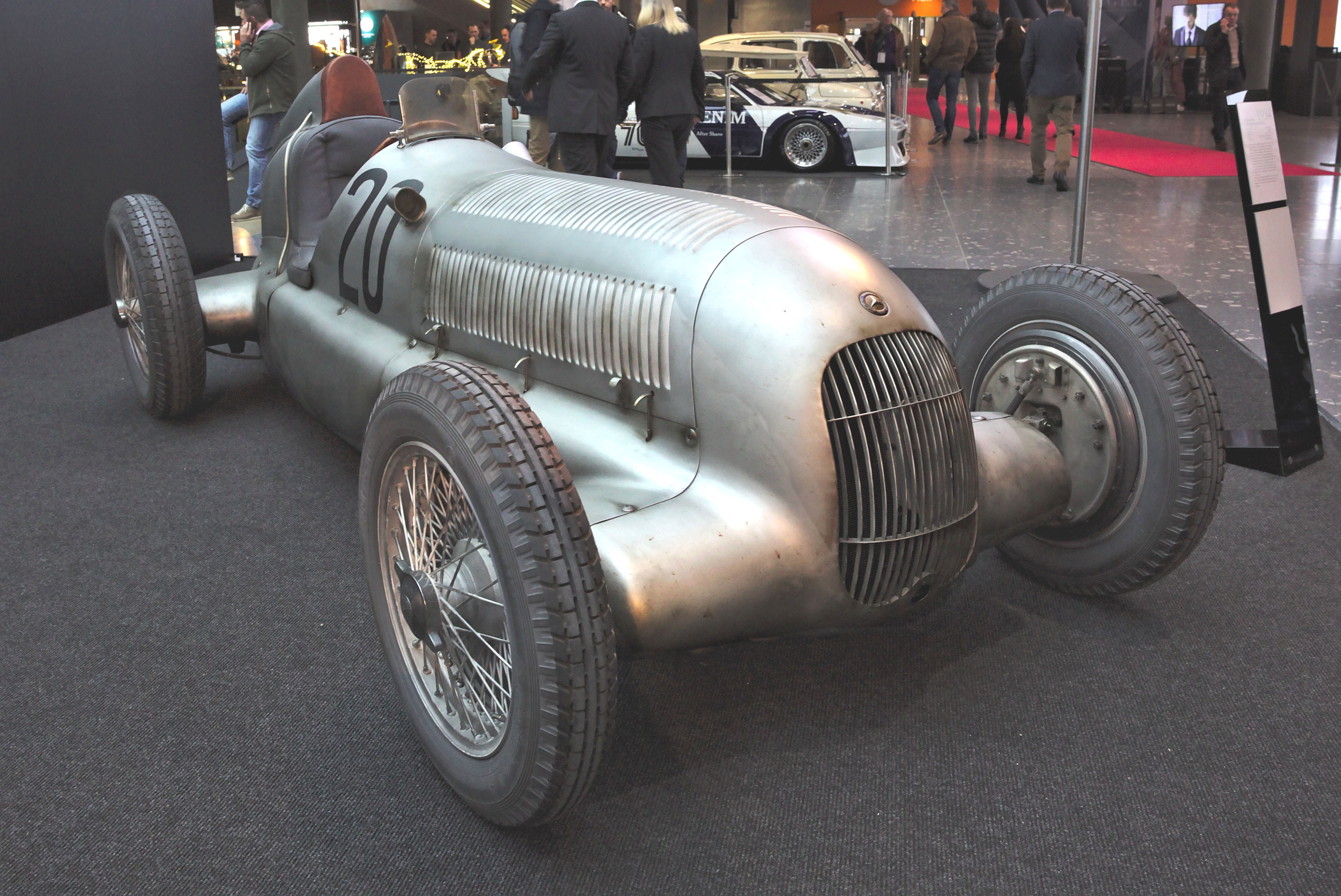
Mercedes-Benz W 25 von 1934

Der Mercedes-Benz W 25 war ein einsitziger Rennwagen mit freistehenden Rädern, den Mercedes-Benz von 1934 bis 1936 für die „750-kg-Formel“ baute. „750-kg-Formel“ bedeutete, dass der Wagen mit Rädern, aber ohne Reifen, ohne Treibstoff, Öl und Kühlwasser höchstens 750 Kilogramm wiegen durfte. Chefkonstrukteur war Hans Nibel. Als weitere Konstrukteure arbeiteten an dem Projekt Max Wagner, zuständig für die Fahrwerksabstimmung, Albert Heeß und Otto Schilling für den Motor. Die Gesamtverantwortung für das Projekt trug Fritz Nallinger.

## Technik

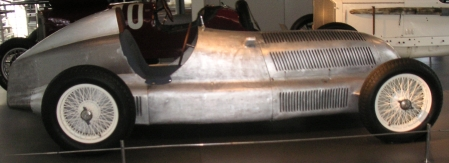
Mercedes-Benz W 25 von 1934, Seitenansicht

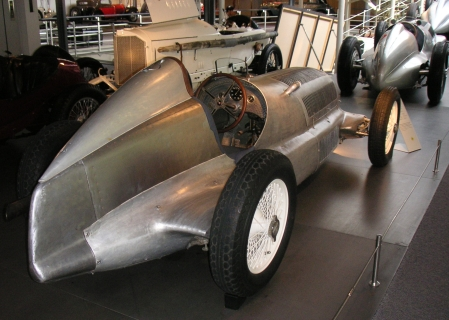
Mercedes-Benz W 25 von 1934, Heckansicht

Der Mercedes-Benz W 25 hatte einen Reihenachtzylinder-Kompressormotor mit zunächst 3,36 Liter Hubraum (Bohrung 78 mm, Hub 88 mm), Vierventiltechnik und einer Leistung von 354 PS (260 kW). Um die genannte Leistung zu erzielen, brauchte der Motor als Treibstoff ein Gemisch von 86 % Methylalkohol, 4,4 % Nitrobenzol, 8,8 % Aceton und 0,8 % Äther. Der Wagen wurde zum W 25 B mit 4 Liter Hubraum und 430 PS von 1935, mit 4,3 Liter Hubraum 1936 und zuletzt 4,7 Liter weiterentwickelt. Der Kraftstoffverbrauch der Motoren lag bei etwa 100 Liter pro 100 km.
Der Motor wog 211 Kilogramm (eine andere Quelle nennt 114 Kilogramm). Schaltgetriebe und Differenzial lagen an der Hinterachse. Zwei U-Profil-Längsträger mit Querverstrebungen bildeten den Rahmen, auf den eine von Hand getriebene Aluminiumkarosserie mit spitz zulaufendem Heck aufgesetzt war. Die Räder waren bis 1935 einzeln aufgehängt, vorn an doppelten Querlenkern mit Schraubenfedern, hinten an einer Pendelachse („Schwingachse“) mit Viertelelliptik-Blattfedern. 1936 gab es statt der Pendelhinterachse eine starre De-Dion-Achse. Die Trommelbremsen an beiden Achsen wurden hydraulisch betätigt.

## Renneinsätze

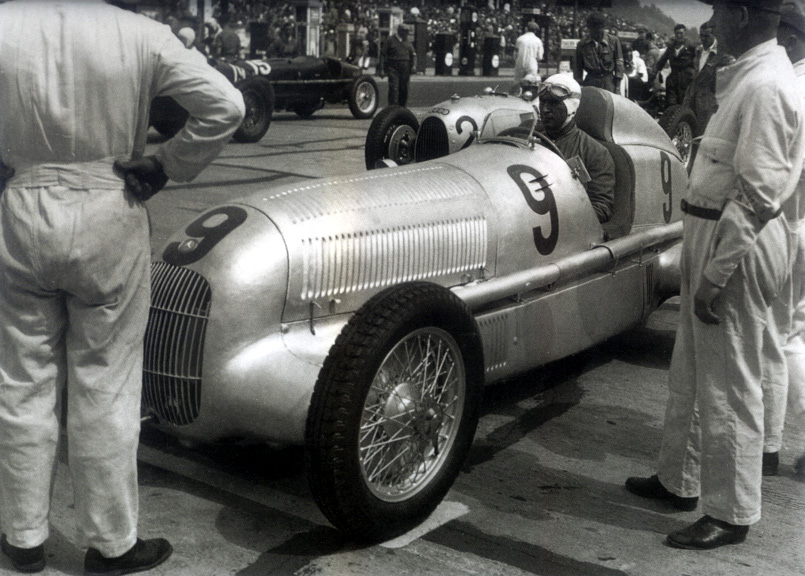
Luigi Fagioli im Mercedes-Benz W 25, 1934

Nach Testfahrten unter anderem im italienischen Monza sollte der Mercedes-Benz W 25 beim AVUS-Rennen 1934 erstmals starten, wurde aber nicht rechtzeitig rennfertig. Erster Einsatz des Wagens war deshalb am 3. Juni beim Eifelrennen auf dem Nürburgring in einem mit 44 Startern besetzten Feld, das Manfred von Brauchitsch mit 1:20 Minuten Vorsprung vor Hans Stuck auf Auto Union Typ A gewann. Von Brauchitsch fuhr die 15 Runden bzw. 342,150 Kilometer auf der Nordschleife in 2:47:36,4 Stunden, was einer Durchschnittsgeschwindigkeit von 122,48 km/h entspricht. Beim Großen Preis von Deutschland am 28. Juni auf dem Nürburgring, der über 570,250 Kilometer ausgetragen wurde, belegte Luigi Fagioli auf Mercedes-Benz in 4:40:26,2 Stunden mit 2:07 Minuten Rückstand Platz zwei hinter Hans Stuck auf Auto Union. Es folgten Siege bei der Coppa Acerbo sowie beim Großen Preis von Italien und beim Großen Preis von Spanien. Beim Großen Preis von Frankreich hingegen schieden alle W 25 aus.
1935 wurde Rudolf Caracciola mit dem W 25 Europameister. In neun von zehn Rennen siegte Mercedes. Caracciola gewann unter anderem das Eifelrennen mit 1,9 Sekunden vor Bernd Rosemeyer auf Auto Union. Hermann Lang auf Mercedes-Benz, der sein erstes Rennen fuhr, wurde Fünfter; Manfred von Brauchitsch fiel aus. Beim Großen Preis von Deutschland fuhr von Brauchitsch mit 10:32 Minuten die bis dahin schnellste Runde auf dem Nürburgring, verlor aber sieben Kilometer vor dem Ziel durch einen geplatzten Reifen den Sieg. Caracciola wurde Dritter.
In der Saison 1936 war die Auto Union mit Bernd Rosemeyer die überlegene Marke. Mercedes-Benz gewann nur den Großen Preis von Monaco und den Großen Preis von Tunesien, beide mit Rudolf Caracciola. Ursache für den unbefriedigenden Erfolg war möglicherweise das 1936 veränderte Fahrwerk mit kürzerem Radstand des M 25.

## Rekordwagen

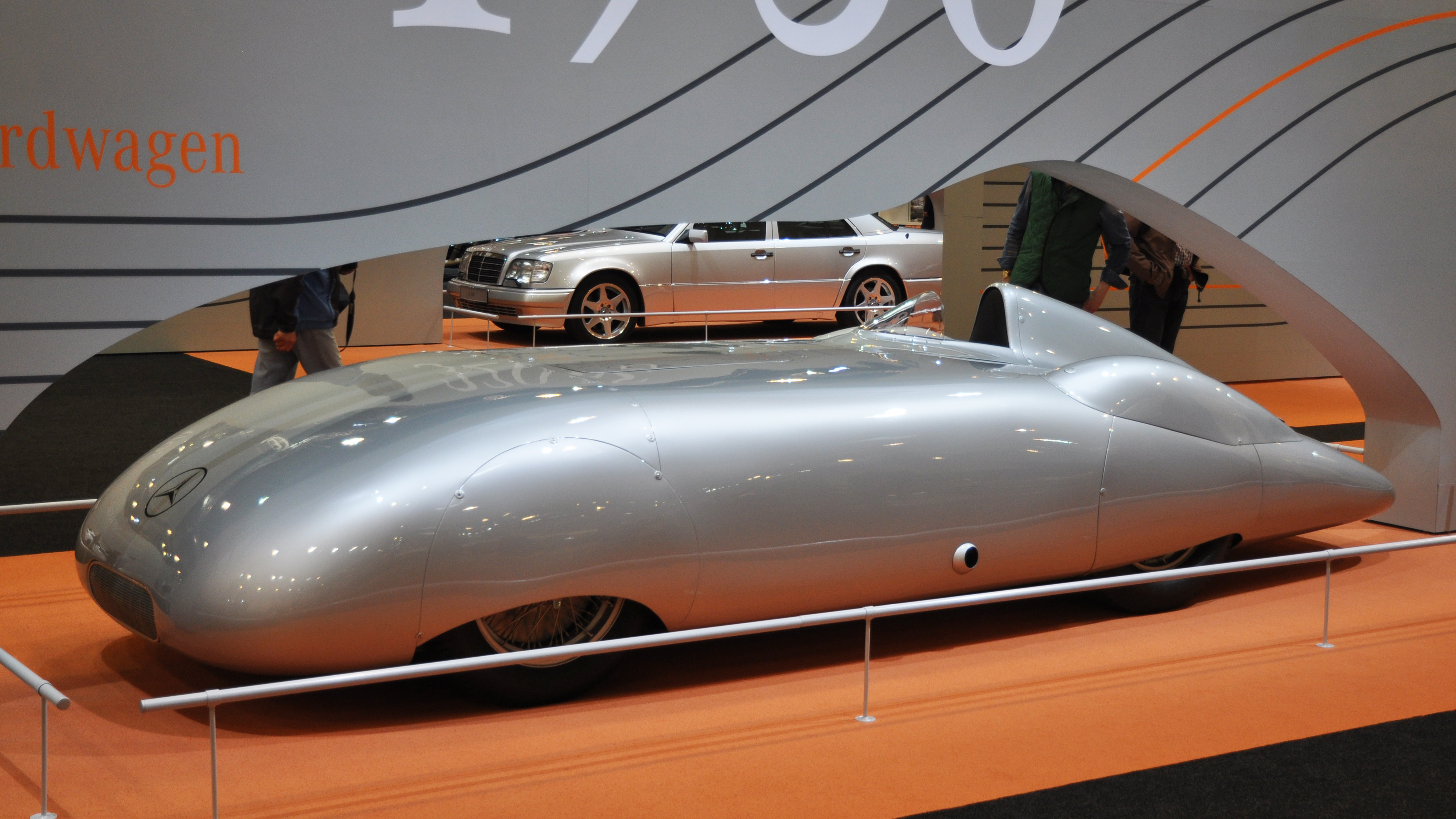
Mercedes-Benz W 25 Stromlinien-Rekordwagen von 1936

Auf Basis des Grand-Prix-Wagens wurde 1936 ein Stromlinienfahrzeug mit 12-Zylinder-V-Motor für Rekordfahrten aufgebaut. Am 26. Oktober 1936 erreichte Rudolf Caracciola mit diesem Wagen auf der Autobahn Frankfurt–Heidelberg eine Höchstgeschwindigkeit von 366,9 km/h. Der Motor hatte einen Hubraum von 4980 cm³ mit einer Leistung von 540 PS (420 kW). Bereits im Dezember 1934 hatte Caracciola mit einem W 25, dessen Motor auf 3990 cm³ vergrößert worden war, einen Rekord aufgestellt. Er erreichte mit dem Monoposto auf der AVUS eine Geschwindigkeit von 311,38 km/h, gemessen über eine 5-km-Strecke mit fliegendem Start.

## Technische Daten
| Kenngrößen            | Daten | Daten | Daten | Daten |
| --------------------- | --- | --- | --- | --- |
| Erscheinungsjahr      | 1934 | 1935 | 1935 | 1936 |
| Motortyp              | M 25 A | M 25 A/B | M 25 B | M 25 C |
| Motor                 | Achtzylinder-Viertakt-Reihenmotor, 5 Kurbelwellenlager, 2 Steigstromvergaser (Mercedes-Benz), 2 obenliegende Nockenwellen mit Stirnradantrieb, 4-Ventil-Technik, 1 Roots-Kompressor, Wasserkühlung | Achtzylinder-Viertakt-Reihenmotor, 5 Kurbelwellenlager, 2 Steigstromvergaser (Mercedes-Benz), 2 obenliegende Nockenwellen mit Stirnradantrieb, 4-Ventil-Technik, 1 Roots-Kompressor, Wasserkühlung | Achtzylinder-Viertakt-Reihenmotor, 5 Kurbelwellenlager, 2 Steigstromvergaser (Mercedes-Benz), 2 obenliegende Nockenwellen mit Stirnradantrieb, 4-Ventil-Technik, 1 Roots-Kompressor, Wasserkühlung | Achtzylinder-Viertakt-Reihenmotor, 5 Kurbelwellenlager, 2 Steigstromvergaser (Mercedes-Benz), 2 obenliegende Nockenwellen mit Stirnradantrieb, 4-Ventil-Technik, 1 Roots-Kompressor, Wasserkühlung |
| Hubraum               | 3360 cm³ | 3710 cm³ | 3990 cm³ | 4310 cm³ |
| Bohrung × Hub         | 78 × 88 mm | 82 × 88 mm | 82 × 94,5 mm | 82 × 102 mm |
| Leistung (Mittelwert) | 314 PS bei 5800/min | 348 PS bei 5800/min | 430 PS bei 5800/min | 402 PS bei 5500/min |
| Getriebe              | 4-Gang-Getriebe (an der Hinterachse eingebaut), Kulissenschaltung rechts neben dem Fahrersitz | 4-Gang-Getriebe (an der Hinterachse eingebaut), Kulissenschaltung rechts neben dem Fahrersitz | 4-Gang-Getriebe (an der Hinterachse eingebaut), Kulissenschaltung rechts neben dem Fahrersitz | 4-Gang-Getriebe (an der Hinterachse eingebaut), Kulissenschaltung rechts neben dem Fahrersitz |
| Fahrgestell           | U-Profil-Leiterrahmen | U-Profil-Leiterrahmen | U-Profil-Leiterrahmen | U-Profil-Leiterrahmen |
| Radaufhängung vorn    | doppelte Querlenker mit Schraubenfedern | doppelte Querlenker mit Schraubenfedern | doppelte Querlenker mit Schraubenfedern | doppelte Querlenker mit Schraubenfedern |
| Radaufhängung hinten  | Schwingachse (Pendelachse) mit Viertelelliptik-Blattfedern | Schwingachse (Pendelachse) mit Viertelelliptik-Blattfedern | Schwingachse (Pendelachse) mit Viertelelliptik-Blattfedern | De-Dion-Achse, Viertelelliptik-Blattfedern |
| Stoßdämpfer           | Reibungsstoßdämpfer | Reibungsstoßdämpfer | Reibungsstoßdämpfer | hydraulische Dämpfer |
| Bremsen               | Trommelbremsen (hydraulisch betätigt) | Trommelbremsen (hydraulisch betätigt) | Trommelbremsen (hydraulisch betätigt) | Trommelbremsen (hydraulisch betätigt) |
| Radstand              | 2717 mm | 2717 mm | 2717 mm | 2464 mm |
| Spur vorn/hinten      | 1422/1473 | 1422/1473 | 1422/1473 | 1422/1473 |
| Tankinhalt            | 215 Liter | 215 Liter | 215 Liter | 215 Liter |

## Silberpfeil
Mit dem Mercedes-Benz W 25 entstand angeblich der Begriff Silberpfeil, nachdem – wie es heißt – die Wagen zum Eifelrennen 1934 um ein Kilogramm zu schwer waren und die Mechaniker in der Nacht vor dem Start zur Gewichtsreduzierung den Lack abschliffen. Dabei kam das matt silbern schimmernde Aluminium zum Vorschein und sei Anlass für den Namen gewesen. Seit Längerem gibt es Zweifel an dieser Geschichte, und die Gründe dafür sind verschiedene. Unter anderem habe der Radioreporter Paul Laven bereits 1932 einen Mercedes-Benz SSKL mit silberner Stromlinienkarosserie beim Großen Preis von Deutschland auf der AVUS als „silbernen Pfeil“ bezeichnet. Außerdem sei es unwahrscheinlich, dass Mercedes-Benz mit zu schweren Autos zum Nürburgring reiste und darauf vertraute, dass das Übergewicht nicht bemerkt würde.